# Euophrys albimana
Euophrys albimana es una especie de araña saltarina del género Euophrys, familia Salticidae. Fue descrita científicamente por Denis en 1937.
Habita en Argelia.